# Ray MacSharry
Raymond MacSharry (Sligo, 29 april 1938) is een politicus van Ierse afkomst. Tussen 1989 en 1993 was hij Europees commissaris voor Landbouw in de commissie-Delors II. In Ierland was MacSharry in de jaren tachtig werkzaam geweest als minister van Financiën en minister van Landbouw.

## Biografie
Na het middelbare onderwijs volgde MacSharry kort een studie aan het Summerhill College. Hij maakte de studie niet af en ging werken als veehandelaar in de omgeving van Sligo en Mayo. Via zijn werkzaamheden als handelaar raakte MacSharry betrokken bij de Meat Exports Factory in zijn eigen dorp. In 1969 werd hij voor zijn partij Fianna Fáil gekozen voor de Dáil Éireann, het nationale parlement van Ierland. MacSharry zou een parlementslid blijven tot en met 1988. Naast zijn werkzaamheden in het nationale parlement, was MacSharry tussen 1984 en 1987 ook een parlementslid van het Europees Parlement.
MacSharry bekleedde in de Ierse politiek diverse functies. Tussen juli 1978 en december 1979 was hij staatssecretaris van Overheidsdiensten in het kabinet van Jack Lynch. Vervolgens was MacSharry tussen december 1979 en maart 1982 minister van Landbouw in de achtereenvolgende kabinetten van Charles Haughey en Garret FitzGerald. Ten slotte was hij tussen maart 1982 en december 1982 minister van Financiën en vicepresident in het kabinet van Charles Haughey. In januari 1989 werd MacSharry benoemd tot Europees commissaris voor Landbouw en Plattelandsontwikkeling in de commissie-Delors II (1989-93).
Naast zijn politieke werkzaamheden was MacSharry eveneens een lid van de raad van bestuur van Ryanair en de Bank of Ireland. Tevens was hij voorzitter van de raad van bestuur van Eircom.